# قائمة أوائل النساء
قائمة أوائل النساء تشير إلى المرة الأولى التي حققت فيها امرأة أو مجموعة نساء إنجازًا تاريخيًا معينًا. العبارة المختصرة لهذا التطور هي «كسر حاجز الجنس» أو «كسر السقف الزجاجي». يمكن استخدام المصطلحات الأخرى المتعلقة بالسقف الزجاجي في مجالات محددة تتعلق بتلك المصطلحات، مثل «كسر السقف النحاسي» للنساء في الجيش و «كسر السقف الزجاجي الملون» لوجود النساء في المواقع الدينية. يتم إدراج التضمين في هذه القائمة لإنجازات المرأة التي لها تأثير تاريخي كبير.

## الفنون والترفيه

### جوائز الاوسكار
- 1930: فرانسيس ماريون، أول امرأة تفوز بجائزة الأوسكار لأفضل سيناريو مُقتبس (عن البيت الكبير).[5]
- 1940: هاتي ماكدانييل، أول أميركية من أصل أفريقي تفوز بجائزة الأوسكار لجائزة الأوسكار لأفضل ممثلة مساعدة (ذهب مع الريح).
- 1940: آن بوشينس  [لغات أخرى]‏، أول امرأة تفوز بجائزة الأوسكار لأفضل مونتاج سينمائي (للشرطة الشمالية الغربية الراكبة).[6]
- 1946: موريل بوكس  [لغات أخرى]‏، أول امرأة تفوز بجائزة الأوسكار لأفضل سيناريو أصلي (للحجاب السابع)؛ شاركت هذه الجائزة مع زوجها سيدني.[7]
- 1973: جوليا فيليبس، أول امرأة تفوز بجائزة الأوسكار لأفضل فلم (عن فيلم اللدغة)؛ شاركت هذه الجائزة مع مايكل فيليبس وتوني بيل.[8][9]
- 1996: راشيل بورتمان  [لغات أخرى]‏، أول امرأة تفوز بجائزة الأوسكار لأفضل موسقى تصويرية (إيما).[10][11]
- 2001: هالي بيري، أول أميركي من أصل أفريقي يفوز بجائزة الأوسكار لأفضل ممثلة (عن مونسترز بال).
- 2010: كاثرين بيجيلو، أول امرأة تفوز بجائزة الأوسكار لأفضل مخرج (عن خزانة الألم).[12]
- 2013: بريندا تشابمان، أول امرأة تفوز بجائزة الأوسكار لأفضل فيلم رسوم متحركة؛ شاركت هذه الجائزة مع مارك أندروز.[13]
- 2016: سارة بينيت  [لغات أخرى]‏ ، أول امرأة تفوز بجائزة الأوسكار لأفضل المؤثرات البصرية (على إكس ماشينا)؛ شاركت هذه الجائزة مع أندرو وايتهورست  [لغات أخرى]‏ وبول نوريس  [لغات أخرى]‏ ومارك أردينجتون  [لغات أخرى]‏.[14]

### جوائز إيمي
- 1949: شيرلي دينسدال  [لغات أخرى]‏، أول من حصلت على جائزة إيمي.[15]
- 1985: كارين آرثر، أول امرأة تفوز بجائزة إيمي للتوجيه (الإخراج المتميز لسلسلة دراما لكاغني ولاسي).) [16]
- 2015: اوزو أدوبا، أول ممثلة تفوز بجائزة إيمي الدرامية والكوميدية عن نفس الدور.[17]
- 2015: فيولا ديفيس، أول أميركية من أصل أفريقي تفوز بجائزة إيمي للممثلة الرائدة البارزة في سلسلة دراما  [لغات أخرى]‏ .[18]

### أفلام (بصرف النظر عن جوائز الأوسكار)
- 1946: بودلي إبسين، أول امرأة تفوز بجائزة The السعفة الذهبية (عن The Red Meadows .) [19]
- 1984: باربرا سترايسند، أول امرأة تفوز بجائزة غولدن غلوب لأفضل مخرج في ينتل .
- 2009: كاثرين بيجيلو، أول امرأة تفوز بجائزة مديري نقابة أمريكا عن الإخراج المتميز  [لغات أخرى]‏ (عن فيلم خزانة الألم).[20]
- 2010: كاثرين بيجيلو، أول امرأة تفوز بجائزة أفضل مخرج في جوائز بافتا (لجائزة فيلم خزانة الألم).[21]
- 2010: كاثرين بيجيلو، أول امرأة تفوز بجائزة اختيار النقاد لأفضل مخرج (عن فيلم خزانة الألم).[22]
- 2015: أنييس فاردا، أول امرأة تحصل على جائزة السعفة الذهبية الشرفية.[23]
- 2014: آفا دوفيرناي هي أول امرأة أمريكية من أصل أفريقي تحصل على ترشيح غولدن غلوب وترشيح فيلم لجائزة أوسكار أفضل فيلم.

### جوائز جرامي
- 1958: إيلا فيتزجيرالد، أول امرأة تفوز بجائزة جرامي أكثر من مرة.[24]
- 1961: جودي جارلاند، أول امرأة تفوز بجائزة ألبوم العام.[24]
- 1964: استرود جيلبرتو، أول امرأة تفوز بسجل العام.[24]
- 1971: كارول كينج، أول امرأة تفوز بأغنية العام وأولها تفوز بعدة جرامات في الميدان العام.[24]
- 1996: آشلي كليفلاند، أول امرأة تفوز بجائزة غرامي لأفضل ألبوم لموسيقى الروك الإنجيل.[25]

### الموضة
- 2018 تليدة تامر، أول امرأة سعودية تبرز في حملة أزياء عالمية وتمشي على مدرج الأزياء الراقية [26]

### الأدب (باستثناء جوائز بوليتزر ونوبل)
- 1944: إلسا تريوليت، أول امرأة تفوز بجائزة غونكور الفرنسية.[27]
- 1970: بيرنس روبنز، أول امرأة تفوز بجائزة مان بوكر (للعضو المنتخب .) [28]
- 1992: منى فان دين  [لغات أخرى]‏، أول شاعرة في الولايات المتحدة.[29]
- 2015: جولي شوماخر، أول امرأة تفوز بجائزة ثوربر للفكاهة الأمريكية  [لغات أخرى]‏.[30]
- 2015: زرينا حسن، أول فائزة بجائزة ماليزيا للأدب الوطني.[31]

### جوائز بوليتزر
- 1918: سارة تيسدال، أول امرأة تفوز بجائزة بوليتزر للشعر (لعملها أغاني الحب).) [32]
- 1921: زونا غيل، أول امرأة تفوز بجائزة بوليتزر للدراما (عن الآنسة لولو بيت .) [33]
- 1921: إديث وارتون، أول امرأة تفوز بجائزة بوليتزر للخيال (عن رواية عصر البراءة .) [34]

### التلفزيون (باستثناء جوائز إيمي)
- 1949: أرلين فرانسيس، أول امرأة تستضيف عرضًا تلفزيونيًا (موعد غرامي معمي) .) [35]
- 1957: برنامج شرطية ديكوي أول برنامج تلفزيوني يعرض ضابطة شرطة، وفي الواقع كان أول برنامج يتم بناء دور بطولته حول أنثى.[36]

### المسرح (بصرف النظر عن جوائز توني)
- 1956: أليس تشيلدريس، أول امرأة تفوز بجائزة أوبي  [لغات أخرى]‏ ، والتي فازت بها كأفضل مسرحية خارج برودواي عن مسرحيتها مشاكل في العقل [37][38]
- 2011: كريكت مايرز، أول امرأة تفوز بجائزة جائزة مكتب الدراما لتصميم الصوت الرائع.[39]

### جوائز توني
- 1998: جولي تيمور، أول امرأة تفوز بجائزة توني لأفضل مخرج موسيقي.[40][41]
- 2004: فيليسيا رشاد، أول امرأة أمريكية من أصل أفريقي تفوز بجائزة توني لأفضل ممثلة رائدة في مسرحية.
- 2013: سيندي لاوبر، أول امرأة تفوز بجائزة توني لأفضل أغنية منفردة.
- 2014: أودرا ماكدونالد، فازت بجائزة توني، وأفضل أداء لممثلة في دور رائد في مسرحية هذا العام، مما جعلها أول امرأة تفوز بستة جوائز توني (بدون احتساب جوائزها الفخرية) وأول امرأة تفوز بجائزة جائزة توني في جميع فئات التمثيل الأربعة.[42][42]
- 2015: فازت ليزا كرون  [لغات أخرى]‏ وجينين تيسوري  [لغات أخرى]‏ جائزة توني عن فئة أفضل موسيقى مؤفلمة  [لغات أخرى]‏ ، مما جعلهما أول فريق كتابة يفوز بتلك الجائزة.[43]

### الرقص
- للانشي ستيفينسون  [لغات أخرى]‏، أول امرأة أمريكية من أصل أفريقي ترقص لصالح فرقة الباليه Radio City Music Hall والباليه الوطني في واشنطن  [لغات أخرى]‏
- 1982: ديبرا أوستن، أول امرأة أمريكية من أصل أفريقي تصبح مديرة في إحدى شركات الباليه الأمريكية الكبرى.[44]
- 1990: لورين أندرسون، أول امرأة أمريكية من أصل أفريقي تصبح مديرة في هيوستن باليه [45]
- 2016: ستيفاني كورلو، أول راقصة باليه حجابي

### آخريات
- 1922-1937: ألوها واندرويل، أول امرأة تقود سيارة حول العالم.[46]
- 1949: جيني لو كارسون، أول امرأة تكتب أغنية موسيقى الريف رقم واحد.[47][48]
- 1960: جوان وودوارد، تفوز بأول نجمة في هوليوود ووك أوف فيم.[49]
- 1984: ليديا كنعان، المدرجة في كتالوج قاعة مشاهير الروك آند رول ومكتبة ومحفوظات المتحف [50][51] كأول نجم روك في الشرق الأوسط.[50][51][52][53][54][55]
- 1987: أريثا فرانكلين، أول امرأة تدخل في قاعة مشاهير الروك آند رول.[56]
- 1990: راشيل راشيل  [لغات أخرى]‏، أول فرقة روك مسيحية نسائية في تاريخ الموسيقى المسيحية المعاصرة  [لغات أخرى]‏ الأمريكية والعالمية.[57]
- 2011: جينيفر يوه نيلسون  [لغات أخرى]‏، أول امرأة تقوم فقط بإخراج فيلم رسوم متحركة من استوديو هوليوود الرئيسي (Kung Fu Panda 2).
- 2014: جوديث وير، أول سيدة تستلم إدارة موسيقى الملكة في بريطانيا.[58][59]
- عام 2017: باتي جنكينز، أول امرأة تقوم بإخراج فيلم مسرحي خارق عن فيلم الاستوديو الخارق (المرأة الخارقة).
- 2019: نينا مارتينيز [60] ، هي أول متبرع بالكلى مصاب بفيروس نقص المناعة البشرية في العالم.

## الطيران والفضاء
| تاريخ          | اسم                          | معلما                                                                                 |
| -------------- | ---------------------------- | ------------------------------------------------------------------------------------- |
| 4 يونيو 1784   | إليزابيث تابل                | أول امرأة عرف أنها ركوب في منطاد الهواء الساخن.                                       |
| 1805           | صوفي بلانشارد                | أول امرأة تقود بالون الهواء الساخن.                                                   |
| 8 مارس 1910    | ريموند دي لاروش ‏             | أول امرأة في العالم تحصل على رخصة طيران                                               |
| 1910-1911      | ليليان بلاند                 | أول امرأة في العالم تصمم وتبني وتقود طائرة.                                           |
| 1912           | هاريت كيمبي                  | أول امرأة تطير عبر القناة الإنجليزية.                                                 |
| 1914           | يوجين ميخائيلوفنا شاخوفسكايا | أول امرأة تُكلف كطيار عسكري؛ طارت بمهام استطلاع للقيصر في عام 1914.                    |
| 1915           | ماري مارفينج                 | أول امرأة تقود طائرة مقاتلة في قتال.                                                  |
| 1928           | أميليا ايرهارت               | أول امرأة تطير منفردة عبر المحيط الأطلسي.                                             |
| 1930           | ايمي جونسون                  | أول امرأة تطير من بريطانيا إلى أستراليا.                                              |
| 1933           | لطيفة النادي                 | أول امرأة أفريقية وأول امرأة عربية تحصل على رخصة قيادة.                               |
| 18 مايو 1953   | جاكلين كوكران                | أول امرأة تكسر حاجز الصوت.                                                            |
| 16 يونيو 1963  | فالنتينا تيريشكوفا           | أول امرأة في الفضاء.                                                                  |
| 1963           | بيتي ميلر                    | أول امرأة تطير منفردة عبر المحيط الهادئ.                                              |
| 1964           | جيري موك ‏                    | أول امرأة تطير منفردة حول العالم.                                                     |
| 1976           | إميلي هويل وارنر ‏            | أول امرأة تصبح كابتن شركة طيران أمريكية.                                              |
| 1978           | جودي كاميرون                 | أول امرأة عملت كطيار لشركة طيران كندية كبرى (طيران كندا).                             |
| 1984           | سفيتلانا سافيتسكايا          | أول امرأة إلى تمشي في الفضاء.                                                         |
| فبراير 1995    | ايلين كولينز                 | أول امرأة تقود مكوك فضاء.                                                             |
| 2004           | ايرين كوكي موتونجي، من كينيا | أول امرأة أفريقية تتأهل لقيادة طائرة تجارية؛ كانت مؤهلة لقيادة طائرة بوينج 737 .      |
| 2005           | هنادي زكريا الهندي           | أول امرأة سعودية تصبح رائدة في مجال الطيران التجاري.                                  |
| 18 سبتمبر 2006 | أنوشه أنصاري                 | أول سائح فضاء.                                                                        |
| 2009           | باتريشيا مولي نيكودزي ‏       | أول طيارة مدنية في غانا، وأول امرأة في غرب إفريقيا معتمدة لبناء وصيانة محركات روتاكس. |
| 2014           | نقولا سكايف، من أستراليا     | فازت ببطولة العالم الأولى لبالون الهواء الساخن للسيدات ‏، التي عقدت في بولندا.         |
| 2015           | داليا                        | أول امرأة تقود رحلة طيران تجارية في العراق.                                           |
| 2015           | أوما لاوالي                  | أول طيارة في النيجر.                                                                  |

## طب الأسنان
1866: لوسي هوبز تايلور، أول امرأة أمريكية تحصل على درجة الدكتوراه في طب الأسنان.

## التعليم
| عام  | اسم                     | معلما                                         |
| ---- | ----------------------- | --------------------------------------------- |
| 1608 | جوليانا موريل ‏          | أول امرأة تحصل على درجة الدكتوراه.            |
| 1678 | ايلينا كورنارو Piscopia | أول امرأة تحصل على درجة الدكتوراه في الفلسفة. |
| 1732 | لورا باسي               | أول امرأة تدرس رسميا في جامعة أوروبية.        |
| 1875 | ستيفانيا ووليكا أرند ‏   | أول امرأة تحصل على الدكتوراه في العصر الحديث. |

## الهيئات الدولية
- 1950: جيرونيما بيكسون - أول فلبينية وأول امرأة تُنتخب في المجلس التنفيذي لمنظمة الأمم المتحدة للتربية والعلم والثقافة (اليونسكو).[99][100]
- 1981: جين كيركباتريك - أول امرأة تشغل منصب سفيرة الولايات المتحدة لدى الأمم المتحدة.[101]

## الصحافة
- 1946: كاثرين غراهام أول ناشر لصحيفة أمريكية كبرى.
- 2004: كاثرين بيبينستر  [لغات أخرى]‏ - أول امرأة تحرر صحيفة "ذا تابليت  [لغات أخرى]‏ " البريطانية في تاريخها الذي يبلغ 175 عامًا.[102]

## جوائز نوبل
- 1903: ماري كوري، أول امرأة تفوز بجائزة نوبل في الفيزياء؛ تشاركت الجائزة مع أنطوان هنري بيكريل وبيير كوري.[103] أول امرأة تفوز بجازة نوبل.
- 1905: البارونة بيرثا صوفي فيليسيتا فون سوتنر، أول امرأة تفوز بجائزة نوبل للسلام.[104]
- 1909: سيلما لاغرلوف، أول امرأة تفوز بجائزة نوبل في الأدب.[105]
- 1911: ماري كوري، أول امرأة تفوز بجائزة نوبل في الكيمياء.[106] أول شخص (وامرأة فقط حتى الآن) يفوز بجائزتي نوبل. الشخص الوحيد الذي يفوز بجائزة نوبل في فرعي معرفة مختلفين.
- 1947: جيرتي كوري، أول امرأة تفوز بجائزة نوبل في علم وظائف الأعضاء أو الطب؛ شاركت في الجائزة مع كارل فرديناند كوري وبرناردو ألبرتو هوساي.[107][108] رغم أن جيرتي كوري ولدت في براغ، فهي أول امرأة أمريكية تفوز بجائزة نوبل في الطب.[109] أصبحت مواطنة أمريكية في عام 1928.[110]
- 1977: باربرا مكلينتوك، أول امرأة تفوز بجائزة نوبل في علم وظائف الأعضاء أو الطب، ولم تكن أمريكية، فهي أول امرأة أمريكية تفعل ذلك.[111]
- 2009: إلينور أوستروم، أول امرأة تفوز بجائزة نوبل في الاقتصاد، وبما أنها أمريكية، فهي أول امرأة أمريكية تفعل ذلك؛ تشاركت الجائزة مع أوليفر إ. ويليامسون.[112]

## التسباق
- 1949: أصبحت سارة كريستيان أول امرأة تتنافس في سباق ناسكار.
- 1976: أصبحت جانيت جوثري أول امرأة تتأهل وتنافس في سباق إنديانابوليس 500
- 1977: أصبحت جانيت غوثري أول امرأة تتأهل وتتنافس في سباق دايتونا 500  [لغات أخرى]‏
- 1989: أصبحت شونا روبنسون  [لغات أخرى]‏ أول امرأة تفوز بسباق سيارات الأسهم المعتمد من ناسكار، وفازت في سلسلة شارلوت / دايتونا داش في نيو آشفيل سبيدواي.
- 2005: أصبحت دانيكا باتريك أول امرأة تقود سباق إنديانابوليس 500
- 2008: أصبحت دانيكا باتريك أول امرأة تفوز بسباق سلسلة سيارات إندي.
- 2013: أصبحت دانيكا باتريك أول امرأة تتنافس على جدول سلسلة بطولة كأس ناسكار للطاقة المتفرغ بدوام كامل.
- 2013: أصبحت دانيكا باتريك أول امرأة تفوز بمركز الصدارة في سلسلة كأس ناسكار للطاقة في ناسكا 2013 في دايتونا 500 .
- 2013: أصبحت دانيكا باتريك أول امرأة تقود سباق دايتونا 500 .

## الأديان
- 1935: أصبحت ريجينا جوناس أول امرأة يتم تعيينها كحاخام.[113]
- كاثرين كولمان (1907-1976): بأكبر متبعين مسيحين لها في التاريخ الأمريكي.
- 1980: مارجوري ماثيوز، أول امرأة تصبح أسقفًا للكنيسة الميثودية المتحدة.[114]
- 1989: باربرا هاريس، أول امرأة ترسم أسقفًا في الشركة الأنجليكانية.[115]
- 12 مارس 1994: تم تعيين أول امرأة ككهنة كنيسة إنجلترا. تم تعيين 32 امرأة  [لغات أخرى]‏ معا.[116][117]
- 2006: كاثرين جيفيرتس شوري  [لغات أخرى]‏، أول امرأة تترأس أسقف الكنيسة الأسقفية في الولايات المتحدة.[118]
- 2008: كاي جولدسوورثي  [لغات أخرى]‏، أول امرأة كرست أسقفًا في أستراليا؛ كانت أسقف الكنيسة الأنجليكانية في أستراليا.[119]
- 2014: ليبي لين، أول امرأة كرست أسقفًا في كنيسة إنجلترا.[120]